# Filippo Carandini
Filippo Carandini (Pesaro, 6 de setembro de 1729 - Modena, 28 de agosto de 1810) foi um cardeal do século XVIII e XIX

## Nascimento
Nasceu em Pesaro em 6 de setembro de 1729. De uma família nobre de Modena. Quinto dos nove filhos do Marquês Gian Lodovico Carandini e da Condessa Osanna Magni de Mântua. Os outros irmãos eram Paolo, Francesca (prioresa de S. Maria Maddalena, Pesaro), Cleofe (freira beneditina) Girolamo, Anna Teresa, Cassandra, Claudia e Niccolò (falecido na infância). Tio materno do cardeal Ercole Consalvi (1800). Parente do cardeal Antonio Frosini (1823).

## Educação
Estudou no Collegio di Pesaro ; depois, estudou direito canônico e civil em Roma, onde foi chamado por seu pai, que depois de enviuvar se estabeleceu naquela cidade e ingressou na prelazia.

## Início da vida
Ministro de Francesco II, duque de Modena, perante a Santa Sé, 1774. O duque nomeou-o posteriormente conselheiro do Estado de Modena. Prelado doméstico de Sua Santidade Pio VI, 1777. Tenente do Vicariato de Roma. Vice -gerente de Roma. Tenente do auditor da Câmara Apostólica. Secretário da SC do Conselho Tridentino, 1785.

## Cardinalado
Criado cardeal diácono no consistório de 29 de janeiro de 1787; recebeu o chapéu vermelho em 1º de fevereiro de 1787; e a diaconia de S. Maria em Portico Campitelli, 23 de abril de 1787. Atribuída à SS. CC. do Santo Ofício, Exame dos Bispos, Lauretana , delle Acuqe , e a Economia do Collegio de Propaganda Fide. Protetor da cidade de Pesaro; e do Conservatorio del Carmine , Gianicolo. Prefeito da SC de Bom Governo, 6 de fevereiro de 1787. Recebeu as ordens menores, 28 de dezembro de 1787; subdiaconato, 6 de junho de 1789. Optou pela diaconia de S. Eustáquio, 12 de setembro de 1794. Participou do conclave de 1799-1800, celebrada em Veneza, que elegeu o Papa Pio VII. Prefeito da SC do Conselho Tridentino, março de 1800 até sua morte em 28 de agosto de 1810. Visitante perpétuo dos Tribunais Romanos. Quando os franceses ocuparam Roma, ele foi forçado a deixar a cidade em 16 de junho de 1809, sob a ameaça de ter seus bens confiscados; refugiou-se em Tolentino; e depois em Modena com sua família, onde chegou em 9 de julho de 1810.

## Morte
Morreu em Modena em 28 de agosto de 1810, após uma curta doença. Exposto no Palácio Carandini, Modena; o funeral, celebrado pelo bispo Tiburzio Cortese de Modena, aconteceu na catedral de Modena. Sepultado, em frente à grade do canto da Epístola, junto ao local onde é venerado o corpo de S. Germiniano, junto à escadaria da capela do Sacramento